# Macello
Macello (piemonti nyelven Masel) egy észak-olasz község (comune) a Piemont régióban.

## Történelem
A település eredete bizonytalan, írásos emlékek először 1026-ban említik. A 13. században Fülöp Acaja hercege építtetett itt kastélyt, amely 1396-ig többször cserélt gazdát, amikor is a Solaro család, egy asti guelf dinasztia tulajdonába került. A 20. század végén az utolsó tulajdonos, De Ferrari helyiek kezébe adta a kastélyt.

## Fordítás
- Ez a szócikk részben vagy egészben  a   Macello című olasz Wikipédia-szócikk fordításán alapul.  Az eredeti cikk szerkesztőit annak laptörténete sorolja fel. Ez a jelzés csupán a megfogalmazás eredetét és a szerzői jogokat jelzi, nem szolgál a cikkben szereplő információk forrásmegjelöléseként.